# Thunderstruck (film)
Thunderstruck è un film del 2004 diretto da Darren Ashton.

## Trama
Nel 1992 quattro fan degli AC/DC vanno al concerto dei loro beniamini. Dopo il concerto decidono di prendere un taxi per tornare a casa, ma uno di loro vede un poster di Bon Scott (ex-cantante degli AC/DC deceduto nel 1980) e si ferma ad ammirarlo. Il taxi parte senza di loro e poco dopo è coinvolto in un incidente mortale. I quattro ragazzi capiscono che Bon li ha protetti e si promettono a vicenda che il primo di loro che morirà verrà sepolto nella tomba di Bon. Così, quando uno di loro muore, gli altri tre partono per raggiungere l'Australia e seppellire l'amico.
Il titolo della pellicola è ispirato al celebre brano omonimo degli AC/DC.